# Арутюнов, Альберт Михайлович
Альберт Михайлович Арутюнов (26 мая 1936 — 7 апреля 2017, Москва) — советский и российский композитор, член попечительского совета НФ «Национальное достояние», Заслуженный деятель культуры России[уточнить].

## Биография
Родился 26 мая 1936 года.
Лауреат многочисленных Всесоюзных, Всероссийских и международных фестивалей и конкурсов; автор огромного количества музыкальных произведений в самых разных жанрах; автор марш-песни «Победа», написанной к 40-летию Великой Победы. В песенном жанре работал с такими поэтами, как Вадим Семернин, Юрий Полухин, Борис Шифрин, Сергей Алиханов, Анна Саед-Шах.
Скончался 7 апреля 2017 года. Похоронен на Введенском кладбище.

## Награды
- Заслуженный деятель культуры РФ[1]
- В 2005 году награждён медалью «За самоотверженный труд»[2]

## Известные песни
- «От добра добра не ищут» (слова Анны Саед-Шах), исполняют Николай Караченцов и Ирина Уварова[3]
- «Любовь как свет звезды» (слова Вадима Семернина), исполняет Николай Соловьёв